# 大阪府保育所一覧
大阪府保育所一覧（おおさかふほいくしょいちらん）は、大阪府の保育所の一覧。

## 公立保育所

### 大阪市

#### 旭区
- 大阪市立生江保育所
- 大阪市立森小路保育所
- 大阪市立今市保育所
- 大阪市立大宮第1保育所
- 大阪市立両国保育所
- 大阪市立清水保育所
- 大阪市立大宮第2保育所
- 大阪市立赤川保育所

#### 阿倍野区
- 大阪市立高松保育所
- 大阪市立阪南保育所
- 大阪市立三明保育所

#### 生野区
- 大阪市立鶴橋保育所
- 大阪市立生野保育所
- 大阪市立南生野保育所
- 大阪市立東生野保育所
- 大阪市立中川保育所

#### 北区
- 大阪市立大淀保育所

#### 此花区
- 大阪市立高見町保育所
- 大阪市立西九条保育所
- 大阪市立四貫島保育所
- 大阪市立酉島保育所

#### 城東区
- 大阪市立鯰江保育所
- 大阪市立鴫野保育所
- 大阪市立関目保育所
- 大阪市立東中浜保育所
- 大阪市立今福南保育所（H16年4月より社会福祉法人運営）

#### 住之江区
- 大阪市立北加賀屋保育所
- 大阪市立御崎保育所
- 大阪市立浜口保育所
- 大阪市立新北島保育所
- 愛染園南港東保育園
- 愛和保育園
- 大阪神愛館グレース保育園
- きのみ保育園
- きのみむすび保育園
- 粉浜学園
- 住之江保育園
- 第2住之江保育園
- 高崎保育園
- ポートタウン保育園
- やまと保育園
- どろんこ保育園
- 恵美寿保育園
- こすも保育園
- すみのえひよこ保育園

#### 住吉区
- 大阪市立住吉保育所
- 大阪市立浅香東保育所
- 大阪市立万領保育所
- 大阪市立苅田南保育所
- 大阪市立住吉乳児保育所

#### 大正区
- 大阪市立大正南保育所
- 大阪市立大正北保育所
- 大阪市立大正保育所
- 大阪市立北恩加島保育所
- 大阪市立鶴町保育所
- 大阪市立大浪保育所
- 大阪市立千島保育所

#### 中央区
- 大阪市立南大江保育所

#### 鶴見区
- 大阪市立茨田第1保育所
- 大阪市立茨田第2保育所
- 大阪市立茨田大宮保育所
- 大阪市立茨田東保育所
- 大阪市立今津保育所（H16年4月より社会福祉法人運営）

#### 天王寺区
- 大阪市立天王寺保育所
- 大阪市立味原保育所

#### 浪速区
- 大阪市立馬渕保育所
- 大阪市立浪速第1保育所
- 大阪市立浪速第2保育所
- 大阪市立浪速第4保育所
- 大阪市立広田保育所
- 大阪市立日東南保育所
- 大阪市立小田町保育所
- 大阪市立浪速第5保育所
- 大阪市立大国保育所

#### 西区
- 大阪市立西保育所
- 大阪市立梅本保育所

#### 西成区
- 大阪市立千本保育所
- 大阪市立橘保育所
- 大阪市立長橋第1保育所
- 大阪市立長橋第2保育所
- 大阪市立松通保育所
- 大阪市立松通東保育所
- 大阪市立山王保育所
- 大阪市立南津守保育所
- 大阪市立北津守保育所
- 大阪市立松之宮保育所
- 大阪市立津守保育所
- 大阪市立天下茶屋保育所
- 大阪市立長橋第5保育所

#### 西淀川区
- 大阪市立西淀川保育所
- 大阪市立福保育所
- 大阪市立姫島保育所
- 大阪市立出来島保育所
- 大阪市立大和田保育所
- 大阪市立佃保育所
- 大阪市立姫里保育所
- 大阪市立野里保育所

#### 東住吉区
- 大阪市立矢田第3保育所
- 大阪市立鷹合保育所
- 大阪市立矢田第4保育所
- 大阪市立矢田教育の森保育所

#### 東成区
- 大阪市立中本保育所
- 大阪市立東小橋保育所
- 大阪市立北中本保育所
- 大阪市立東中本保育所

#### 東淀川区
- 大阪市立西淡路第1保育所
- 大阪市立豊里第1保育所
- 大阪市立あすか保育所
- 大阪市立南江口保育所
- 大阪市立西大道保育所
- 大阪市立西淡路第2保育所
- 大阪市立日之出保育所
- 大阪市立下新庄保育所
- 大阪市立南方保育所
- 大阪市立香簑保育所（H17年4月より社会福祉法人運営）

#### 平野区
- 大阪市立平野西保育所
- 大阪市立平野東保育所
- 大阪市立加美第1保育所
- 大阪市立加美第2保育所
- 大阪市立長吉第1保育所
- 大阪市立長吉第2保育所
- 大阪市立長吉第3保育所
- 大阪市立西喜連保育所
- 大阪市立瓜破保育所
- 大阪市立喜連保育所
- 大阪市立東喜連保育所（H16年4月より社会福祉法人運営）

#### 福島区
- 大阪市立野田保育所
- 大阪市立新家保育所
- 大阪市立海老江保育所
- 大阪市立吉野保育所（H17年4月より社会福祉法人運営）

#### 港区
- 大阪市立八幡屋保育所
- 大阪市立港晴保育所
- 大阪市立磯路保育所
- 大阪市立田中保育所

#### 都島区
- 大阪市立御幸保育所
- 大阪市立毛馬保育所

#### 淀川区
- 大阪市立十三保育所
- 大阪市立三国保育所
- 大阪市立西加島保育所
- 大阪市立加島第1保育所
- 大阪市立木川第2保育所
- 大阪市立木川第1保育所
- 大阪市塚本保育所（H17年4月より社会福祉法人運営）

### 堺市

#### 北区
- 堺市立金岡保育所
- 堺市立新金岡保育所
- 堺市立百舌鳥保育所
- 堺市立東浅香山保育所
- 堺市立新金岡西保育所

#### 堺区
- 堺市立錦西保育所
- 堺市立安井保育所
- 堺市立英彰保育所
- 堺市立神石保育所
- 堺市立共愛保育所
- 堺市立ちぬが丘保育園
- 堺市立しおあな保育所

#### 中区
- 堺市立東陶器保育所
- 堺市立西陶器保育所
- 堺市立宮園保育所

#### 西区
- 堺市立浜寺石津保育所
- 堺市立津久野保育所
- 堺市立鳳保育所
- 堺市立浜寺中央保育所

#### 東区
- 堺市立登美丘東保育所
- 堺市立日置荘保育所

#### 南区
- 堺市立上神谷保育所
- 堺市立福泉中央保育所
- 堺市立宮山台保育所
- 堺市立若松台保育所

#### 美原区
- 堺市立美原にし保育所
- 堺市立美原きた保育所
- 堺市立美原ひがし保育所

### 茨木市
- 茨木市立春日保育所
- 茨木市立中央保育所
- 茨木市立沢良宜保育所
- 茨木市立総持寺保育所
- 茨木市立玉島保育所
- 茨木市立郡保育所

### 柏原市
- 柏原市立柏原保育所
- 柏原市立国分保育所
- 柏原市立円明保育所
- 柏原市立堅下保育所
- 柏原市立柏原西保育所

### 河内長野市
- 千代田台保育所
- 汐の宮保育所（H26年4月より社会福祉法人運営）

### 八尾市
- 八尾市立西郡保育所
- 八尾市立安中保育所
- 八尾市立荘内保育所
- 八尾市立山本南保育所
- 八尾市立弓削保育所
- 八尾市立堤保育所
- 八尾市立末広保育所

## 私立保育所

### 大阪市

#### 北区
- 旭ヶ丘学園北野分園
- 大阪主婦之会保育園
- さつき保育園
- 中津保育園
- さつき乳児センター
- 長柄保育園
- 鶴満寺保育所

#### 都島区
- 都島保育所
- 都島友渕保育園
- 都島第二乳児保育センター
- 都島東保育園
- 大東保育園
- 都島桜宮保育園
- 都島友渕乳児保育センター
- 都島乳児保育センター
- 毛馬コティ保育園

#### 福島区
- 保育所和光園
- ひばり保育園
- ふじのもり保育園

#### 此花区
- 天使保育園
  - 天使保育園北分園
- 天使ベビーセンター
- 無憂園
- 無憂園第二保育所
- 無憂園第三保育所
- 北港学園保育所
- 島屋保育所
- れんげ保育園
- 秀野保育園
- 勢至学園保育所

#### 東住吉区
- 東田辺コティ保育園

#### 中央区
- あゆみ保育園

#### 天王寺区
- こでまり保育園

#### 西区
- 西六保育園
- メリーガーデン保育園
- 鈴の音保育園
- YMCAとさぼり保育園

#### 港区
- 善児園
- 港保育所
- 波除学園
- アソカ学園
- 日輪学園
- 池島保育園
- 築港保育園
- 港乳児保育センター
- 安治川保育園

#### 東成区
- 東成山水学園

### 堺市

#### 北区
- にこにこキッズ中百舌鳥公園

### 茨木市
- たちばな保育園
- 茨木保育園
- たんぽぽ保育園
- 末広保育園
- たんぽぽ安威保育園
- 茨木山水学園
- 山手台保育園
- ちとせ保育園
- ほづみ保育園
- 天王保育園
- 白川敬愛保育園
- 白川敬愛保育園（くるみ分園）
- ひだまり保育園
- なかよしわんぱく保育園
- 東奈良敬愛保育園
- さくらんぼこども園
- こどもの園敬愛保育園
- おとのは学園
- 彩都保育園
- あいの三島保育園
- たんぽぽ中条保育園

### 吹田市
- あびにょん保育園
- 千里山やまて学園
- もみの木保育園

### 柏原市
- 南河学園附属国分保育園
- かしわ保育園
- まどか保育園
- 北阪保育園
- みずほ保育園
- 旭丘まぶね保育園
- 法善寺保育園
- ニチイキッズ柏原保育園
- つくし保育園

### 河内長野市
- 天野山保育園
- 高向保育園
- 聖愛保育園
- 長野保育園
- 大典保育園
- ちづる保育園
- 観心寺保育園
- 柳風台保育園
- 南嶺保育園
- 天宗清見台園
- 美加の台保育園
- おおさかちよだ保育園

### 摂津市
- 摂津さつき保育園
- 鳥飼さつき園
- 摂津ひかり保育園

### 高槻市
- 阿武山たつのこ保育園
- 下田部保育園
- 柱本保育園
- ひむろこだま保育園
- 日吉台保育園
- 南総持寺保育園
- 日輪保育園
- 摂津峡保育園

### 豊中市
- いずみ保育園

### 八尾市
- キリン保育園
- 志紀保育園
- 母木保育園
- さくら保育園
- あけぼの保育園
- みよし保育園
- 千塚保育園
- くねあ保育園（千塚保育園分園）
- ふじ保育園
- りぼん保育園（ふじ保育園分園）
- 若竹保育園
- ふじ第二保育園
- 久宝まぶね保育園
- 緑ヶ丘ふじ保育園
- 五月橋保育所
- 白鳥保育園
- キリン第二保育園
- エブリ（キリン第二保育園分園）
- あひる保育園
- ゆめの子保育園
- キッズビレッジ(ゆめの子保育園分園)
- にじのこ保育園(ゆめの子保育園分園)
- マリア保育園
- こどものいえ
- マリア高安保育園
- 龍華保育園
- とらの子保育園（龍華保育園分園）
- 久宝寺保育園
- アスク久宝寺駅前保育園
- 八尾たんぽぽ保育園
- やおぎ保育園
- セシリア保育園
- あけぼの第二保育園
- ハッピーチルドレン保育園